# L'Otage
Pour les articles homonymes, voir Otage (homonymie).
L'Otage est une pièce de théâtre en trois actes de Paul Claudel parue en 1911, première pièce de La Trilogie des Coûfontaine.

## Thème
Fin de l'Empire français (1810-1814).
Le philosophe Alain écrit : « L'otage de Claudel était et est encore un de mes livres... J'avais le livre sous le bras quand il y eut une alerte et des sifflements. Je dis à Gontier : "Rentrons vite ; tué avec L'otage sous le bras, si Barrès le savait, ce serait le déshonneur". » (Souvenirs de guerre).

## Mises en scène
- 1913 : Théâtre Scala à Londres

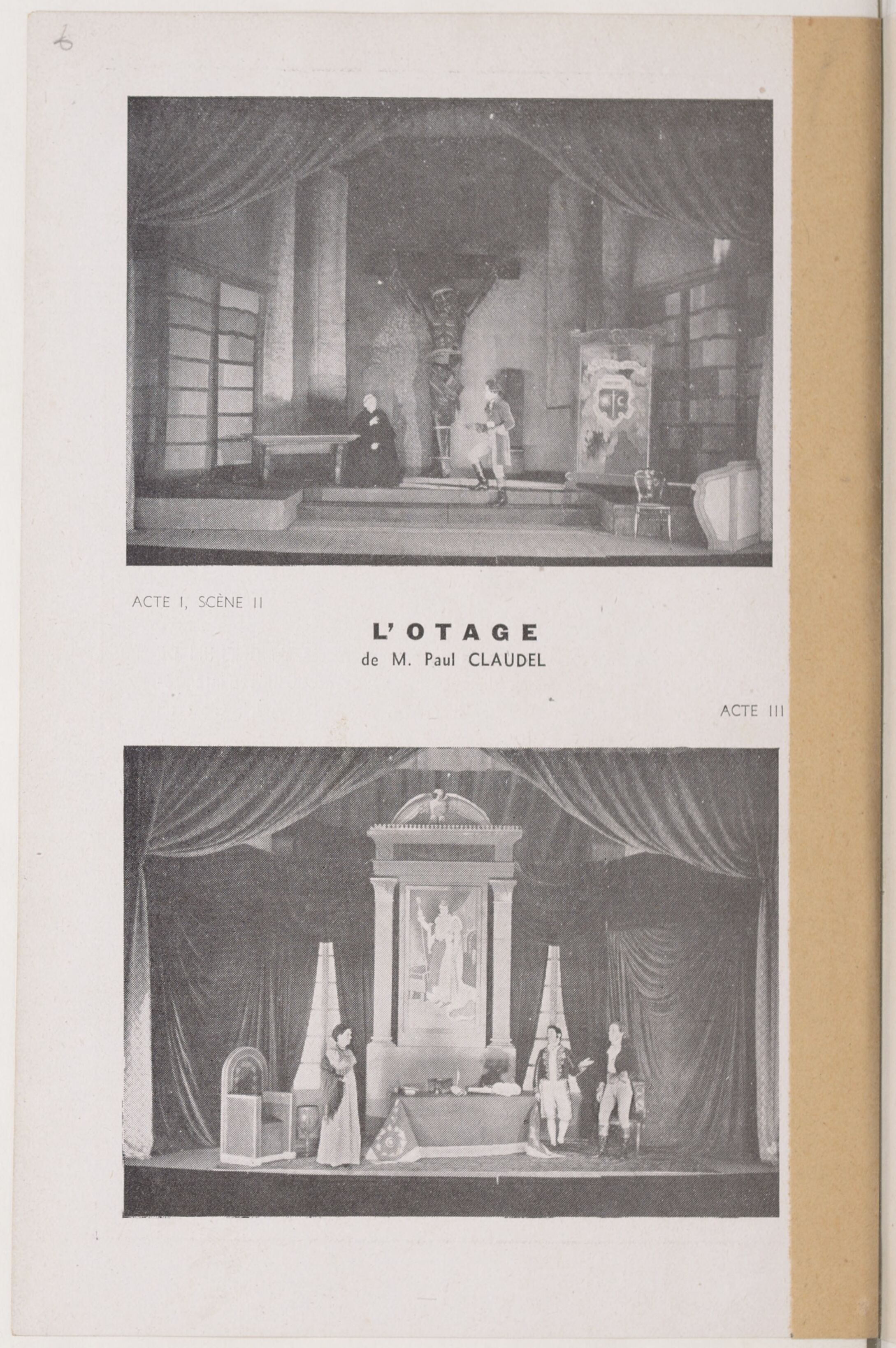
Représentation de L'Otage au Concours des jeunes compagnies théâtrales en 1946.

- 1914 : Lugné-Poe, Théâtre de l'Œuvre
- 1928 : Firmin Gémier, Théâtre de l'Odéon
- 1931 : Ève Francis, Théâtre des Arts
- 1934 : Comédie-Française
- 1947 : Théâtre de Chaillot
- 1955 : Hubert Gignoux, Centre dramatique de l'Ouest
- 1962 : Bernard Jenny, Théâtre du Vieux-Colombier
- 1962 : Jean Davy, Tréteaux de France[1]
- 1968 : Jean-Marie Serreau, Comédie-Française
- 1977 : Guy Rétoré, Théâtre de l'Est parisien, Festival d'Avignon
- 1995 : Marcel Maréchal, Théâtre du Rond-Point
- 2002 : Bernard Sobel, Théâtre de Gennevilliers